# Lijst van Phrynosomatidae
Onderstaand een lijst van alle soorten Phrynosomatidae. Er zijn 162 soorten in negen verschillende geslachten. Twee geslachten zijn monotypisch en worden slechts door een enkele soort vertegenwoordigd. De lijst is gebaseerd op de Reptile Database. 
- Soort Callisaurus draconoides
- Soort Cophosaurus texanus
- Soort Holbrookia approximans
- Soort Holbrookia elegans
- Soort Holbrookia lacerata
- Soort Holbrookia maculata
- Soort Holbrookia propinqua
- Soort Holbrookia subcaudalis
- Soort Petrosaurus mearnsi
- Soort Petrosaurus repens
- Soort Petrosaurus slevini
- Soort Petrosaurus thalassinus
- Soort Phrynosoma asio
- Soort Phrynosoma bauri
- Soort Phrynosoma blainvillii
- Soort Phrynosoma braconnieri
- Soort Phrynosoma brevirostris
- Soort Phrynosoma cerroense
- Soort Phrynosoma cornutum
- Soort Phrynosoma coronatum
- Soort Phrynosoma diminutum
- Soort Phrynosoma ditmarsi
- Soort Phrynosoma douglasii
- Soort Phrynosoma goodei
- Soort Phrynosoma hernandesi
- Soort Phrynosoma mcallii
- Soort Phrynosoma modestum
- Soort Phrynosoma orbiculare
- Soort Phrynosoma ornatissimum
- Soort Phrynosoma platyrhinos
- Soort Phrynosoma sherbrookei
- Soort Phrynosoma solare
- Soort Phrynosoma taurus
- Soort Sceloporus acanthinus
- Soort Sceloporus adleri
- Soort Sceloporus aeneus
- Soort Sceloporus albiventris
- Soort Sceloporus anahuacus
- Soort Sceloporus angustus
- Soort Sceloporus arenicolus
- Soort Sceloporus asper
- Soort Sceloporus aurantius
- Soort Sceloporus aureolus
- Soort Sceloporus becki
- Soort Sceloporus bicanthalis
- Soort Sceloporus bimaculosus
- Soort Sceloporus brownorum
- Soort Sceloporus bulleri
- Soort Sceloporus caeruleus
- Soort Sceloporus carinatus
- Soort Sceloporus cautus
- Soort Sceloporus chaneyi
- Soort Sceloporus chrysostictus
- Soort Sceloporus clarkii
- Soort Sceloporus consobrinus
- Soort Sceloporus couchii
- Soort Sceloporus cowlesi
- Soort Sceloporus cozumelae
- Soort Sceloporus cryptus
- Soort Sceloporus cupreus
- Soort Sceloporus cyanogenys
- Soort Sceloporus cyanostictus
- Soort Sceloporus druckercolini
- Soort Sceloporus dugesii
- Soort Sceloporus edbelli
- Soort Sceloporus edwardtaylori
- Soort Sceloporus esperanzae
- Soort Sceloporus exsul
- Soort Sceloporus formosus
- Soort Sceloporus gadoviae
- Soort Sceloporus gadsdeni
- Soort Sceloporus goldmani
- Soort Sceloporus graciosus
- Soort Sceloporus grammicus
- Soort Sceloporus grandaevus
- Soort Sceloporus halli
- Soort Sceloporus heterolepis
- Soort Sceloporus hondurensis
- Soort Sceloporus horridus
- Soort Sceloporus hunsakeri
- Soort Sceloporus insignis
- Soort Sceloporus internasalis
- Soort Sceloporus jalapae
- Soort Sceloporus jarrovii
- Soort Sceloporus lemosespinali
- Soort Sceloporus licki
- Soort Sceloporus lineatulus
- Soort Sceloporus lunae
- Soort Sceloporus lundelli
- Soort Sceloporus macdougalli
- Soort Sceloporus maculosus
- Soort Sceloporus magister
- Soort Sceloporus malachiticus
- Soort Sceloporus marmoratus
- Soort Sceloporus megalepidurus
- Soort Sceloporus melanorhinus
- Soort Sceloporus merriami
- Soort Sceloporus minor
- Soort Sceloporus mucronatus
- Soort Sceloporus nelsoni
- Soort Sceloporus oberon
- Soort Sceloporus occidentalis
- Soort Sceloporus ochoterenae
- Soort Sceloporus olivaceus
- Soort Sceloporus olloporus
- Soort Sceloporus omiltemanus
- Soort Sceloporus orcutti
- Soort Sceloporus ornatus
- Soort Sceloporus palaciosi
- Soort Sceloporus parvus
- Soort Sceloporus poinsettii
- Soort Sceloporus pyrocephalus
- Soort Sceloporus salvini
- Soort Sceloporus samcolemani
- Soort Sceloporus scalaris
- Soort Sceloporus schmidti
- Soort Sceloporus scitulus
- Soort Sceloporus serrifer
- Soort Sceloporus shannonorum
- Soort Sceloporus siniferus
- Soort Sceloporus slevini
- Soort Sceloporus smaragdinus
- Soort Sceloporus smithi
- Soort Sceloporus spinosus
- Soort Sceloporus squamosus
- Soort Sceloporus stejnegeri
- Soort Sceloporus subpictus
- Soort Sceloporus sugillatus
- Soort Sceloporus taeniocnemis
- Soort Sceloporus tanneri
- Soort Sceloporus teapensis
- Soort Sceloporus torquatus
- Soort Sceloporus tristichus
- Soort Sceloporus undulatus
- Soort Sceloporus unicanthalis
- Soort Sceloporus uniformis
- Soort Sceloporus utiformis
- Soort Sceloporus variabilis
- Soort Sceloporus virgatus
- Soort Sceloporus woodi
- Soort Sceloporus zosteromus
- Soort Uma cowlesi
- Soort Uma exsul
- Soort Uma inornata
- Soort Uma notata
- Soort Uma paraphygas
- Soort Uma scoparia
- Soort Urosaurus auriculatus
- Soort Urosaurus bicarinatus
- Soort Urosaurus clarionensis
- Soort Urosaurus gadovi
- Soort Urosaurus graciosus
- Soort Urosaurus lahtelai
- Soort Urosaurus nigricaudus
- Soort Urosaurus ornatus
- Soort Uta encantadae
- Soort Uta lowei
- Soort Uta nolascensis
- Soort Uta palmeri
- Soort Uta squamata
- Soort Uta stansburiana
- Soort Uta tumidarostra